# Phymaspermum parvifolium
Phymaspermum parvifolium là một loài thực vật có hoa trong họ Cúc. Loài này được (DC.) Benth. & Hook.f. miêu tả khoa học đầu tiên.